# Paulo Titan
Paulo Sérgio Rodrigues Titan (Belém, 15 de setembro de 1943) é um engenheiro civil e político brasileiro. Filiado ao MDB, foi deputado federal pelo estado do Pará (1991-1997) e prefeito de Castanhal (1983-1988, 1997-2004, 2013-2016, 2021-2024) por 5 mandatos.

## Biografia
Filho de Edgar da Gama Titan e dona Irene Rodrigues Titan, Paulo Sergio Rodrigues Titan, nasceu em Belém, dia 15 de setembro de 1943. Casado com Liane Cristina Bezerra Nobre Titan, tem quatro filhos sendo eles: Gabriel Mariano de Aguiar Titan, Heloisa Helena de Aguiar Titan, Paula Cristina Titan Rebello e Elane Cristina Nobre Titan.
Cursou o primário no grupo escolar Barão do Rio Branco e concluiu o segundo grau no colégio Moderno, posteriormente formou-se Engenheiro Civil pela Faculdade de Engenharia da Universidade Federal do Pará em 1969. Paulo Titan, além dessa formação, possui ainda os certificados dos cursos de professor e diretor de ensino médio, conferidos pela Faculdade de Filosofia, Ciências e Letras, da UFPA. E os certificados dos cursos de especialização em motores a diesel e gasolina (Chrysler do Brasil) e de tratamento superficial asfáltica (Rio de Janeiro), bem como de visão asfáltica e concreto armado, realizados pelo Instituto Brasileiro de Petróleo –IBP.
Iniciou a sua vida profissional lecionado a disciplina de desenho em vários estabelecimentos educacionais, tais como: Colégio Modelo, Colégio Nazaré, Magalhães Barata, Deodoro de Mendonça, Colégio Moderno entre outros.
A Partir de 1969, exerceu franca atividade profissional, como engenheiro, construindo diversos prédios em Belém e assessorando tecnicamente inúmeras firmas.
Mas foi em 1970 que ingressou no Departamento de Estradas de Rodagem do Pará (DER), dando partida a sua trajetória brilhante e promissora, onde galgou importantes cargos na escala hierárquica do órgão, a saber:
- Engenheiro-chefe de topografia da rodovia PA-070;
- Engenheiro-chefe da rodovia PA-070 e demais rodovias do Sul do Pará;
- Engenheiro do grupo Executivo da Rodovia PA-70 e rodovias do Sul do Pará
- Engenheiro-chefe da quinta divisão regional em Marabá, com jurisdição em todo Sul do Pará;
- Engenheiro-chefe da Primeira Divisão Regional Castanhal, com Jurisdição no Nordeste do Pará;
- Assessor do Diretor Geral do DER-PA; 
- Engenheiro-chefe da Primeira Divisão Regional em Castanhal.

## Carreira política
Em 1982 entrou na vida política, elegendo-se prefeito do município de Castanhal pela legenda do PMDB.
Em 1987 elegeu-se ainda, o primeiro presidente da associação dos prefeitos das Zonas Bragantina, Salgado e Guajarina.
Em 1990 Foi eleito Deputado Federal pelo PMDB reelegendo-se em 1994, para o mandato de 4 anos na coligação liderada por Jarbas Passarinho. Em 1996 clamado pelo povo, elegeu-se novamente prefeito de Castanhal, com isso teve que renunciar ao cargo de Deputado Federal. Cumpriu o mandato de 4 anos de prefeito e foi reeleito prefeito de Castanhal, seguindo o mandato de 2000 a 2004. 
Em 2012, foi eleito prefeito de Castanhal pela quarta vez. Em 2016, tentou o quinto mandato, mas não foi reeleito
Em 2020 consegue novamente se eleger prefeito de Castanhal para o quinto mandato, mas em 2024 perde a reeleição para Hélio Leite na tentativa de ir para o sexto mandato.